# Mỹ Đức Đông
Mỹ Đức Đông là một xã thuộc huyện Cái Bè, tỉnh Tiền Giang, Đồng bằng sông Cửu Long.

## Địa lý
Nằm giữa các xã Thiện Trí, Hòa Khánh, Mỹ Đức Tây, Thiện Trung. Kinh tế chủ yếu là nông nghiệp. Về địa danh có con rạch Cái Thia chảy ra sông Cửu Long, bến cảng Cái Thia trước đây là nơi tập trung trái cây của các tỉnh lân cận Tiền Giang rất sầm uất.

## Thư viện ảnh

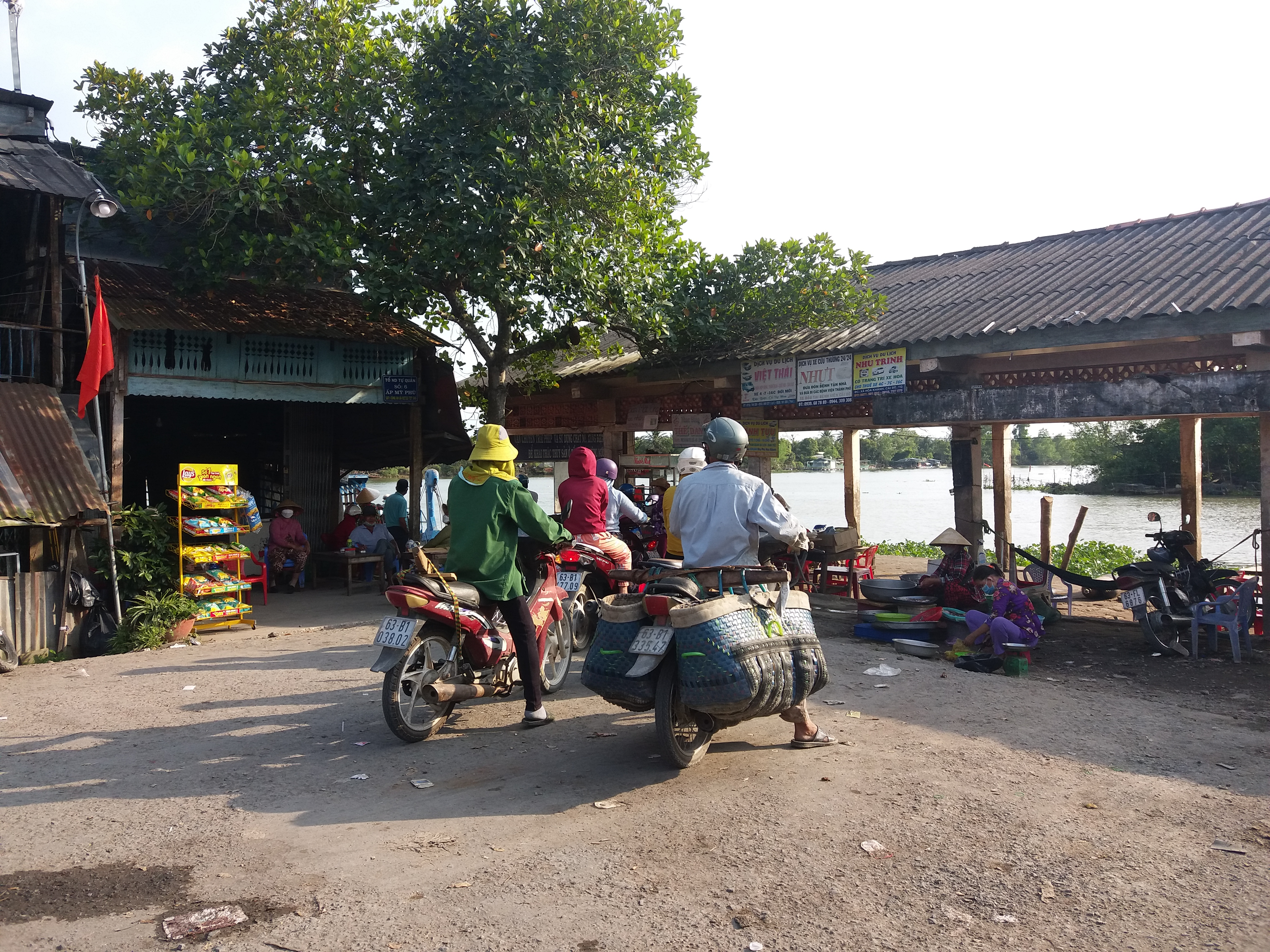
bến phà Cái Thia, cuối Huyện lộ 23A, trông ra sông Tiền.
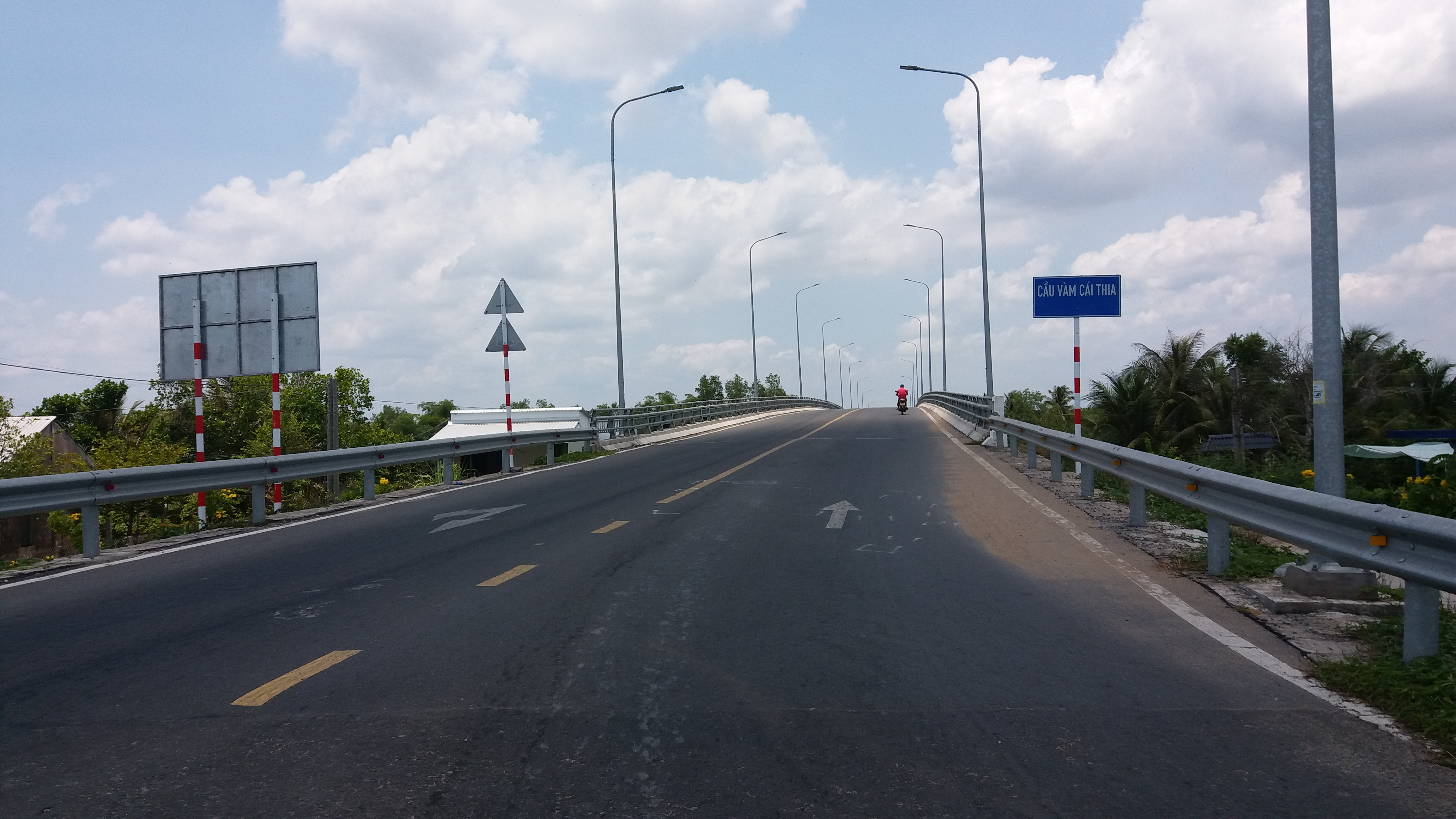
Cầu Vàm Cái Thia giữa xã Mỹ Đức Đông và xã Mỹ Lương.
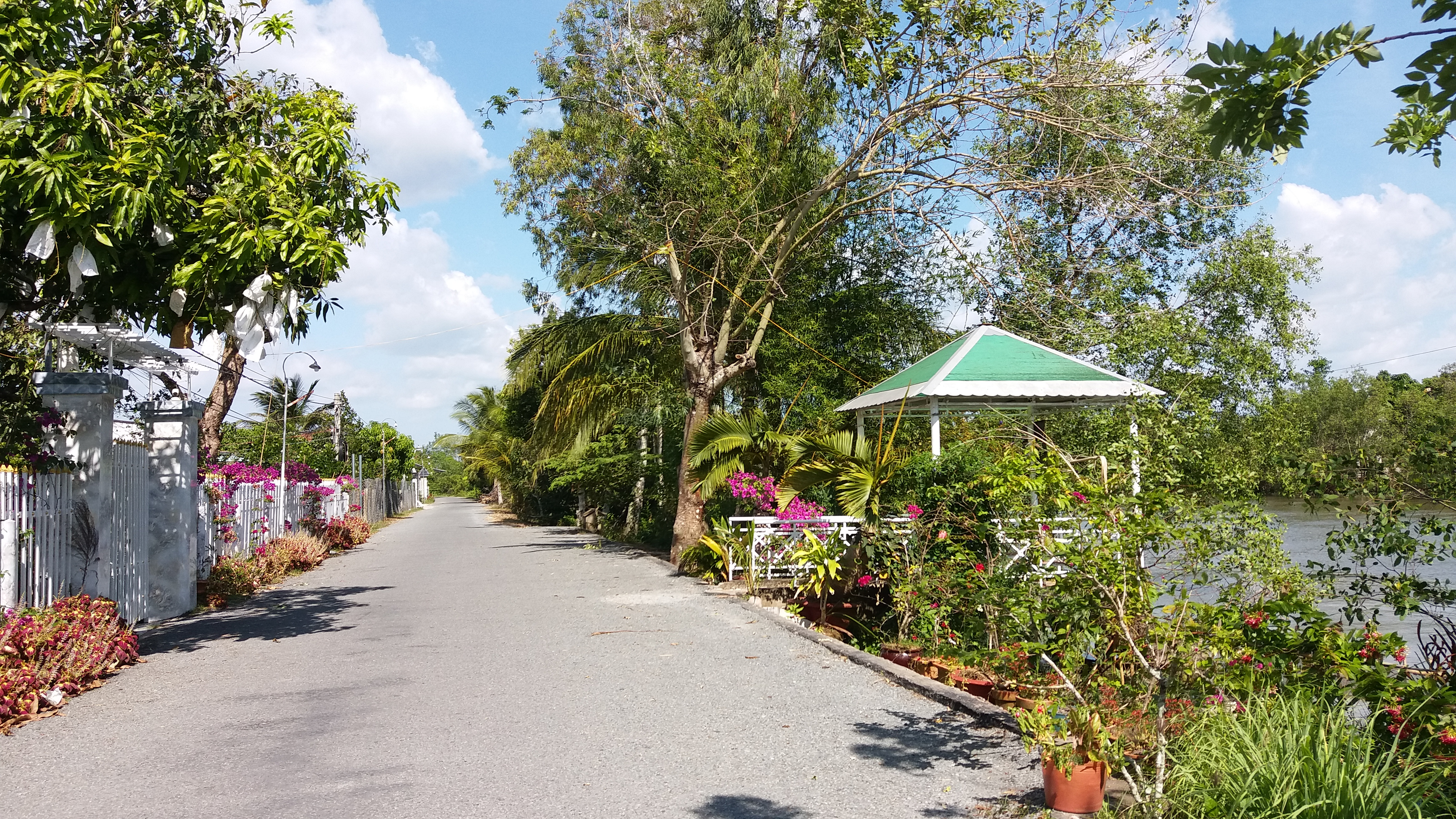
Đường dọc theo kênh phía nam xã.
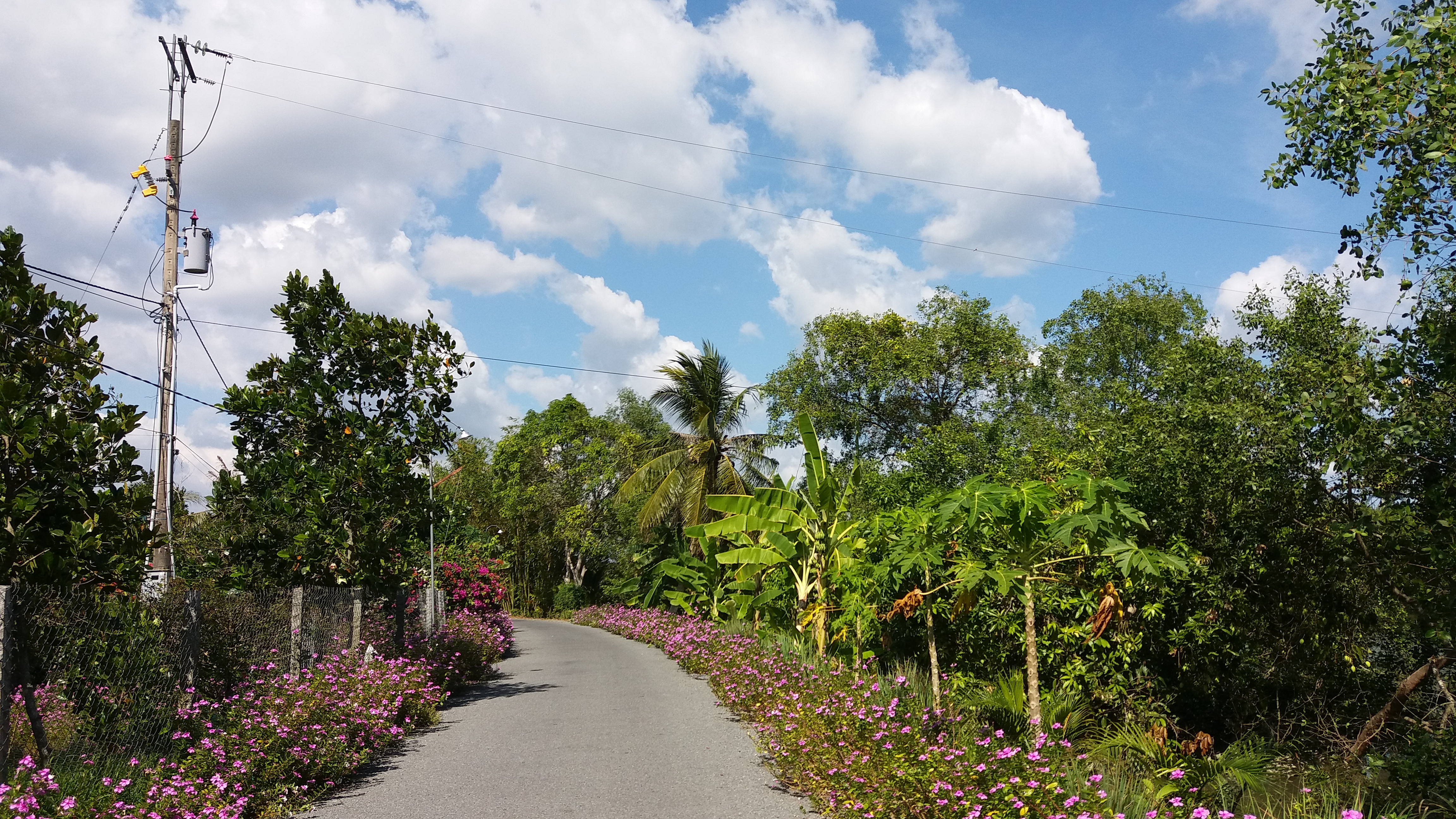